# Breutelia chilensis
Breutelia chilensis là một loài rêu trong họ Bartramiaceae. Loài này được Lorentz Paris mô tả khoa học lần đầu tiên vào năm 1904.